# Seymour, Texas
Seymour är en stad i den amerikanska delstaten Texas med en yta av 7,1 km² och en folkmängd som uppgår till 2 908 invånare (2000). Seymour är administrativ huvudort i Baylor County.